# Mortal Kombat: Special Forces
Một trong những game thể loại phiêu lưu đi cảnh của dòng Mortal Kombat hiếm gặp gây ít sự chú ý nhất đó là bộ Lực lượng Đặc Biệt nếu như không có sự quảng cáo rầm rộ trước mua lễ E3 bằng không nó không thể gây cho những người hâm mộ bằng một cái nhìn thiếu thiện cảm đến như thế. Có lẽ thể loại này không gây được một cơn sóng gió giống như bộ Huyền Thoại Về Chiến Binh Sub Zero đã làm trước đó vài. Nguyên nhân của truyện này do đâu ? Tất cả sẽ được giải đáp cho các bạn ngay qua những hình ảnh cuối cùng còn lại của bộ game này để cho các bạn thấy được toàn cảnh về sự phát triển khó khăn của một bộ game ra sao.
- Trước đó, tại hội chợ về game E3 hãng game MIDWAY đã làm các fan với một sự bất ngờ lớn chưa từng thấy khi cho chơi thử game MKSF của mình. Tất cả đều thật bất ngờ khi toàn bộ những cuộc chiến của Lực lượng Đặc Biệt được hãng làm game biên soạn rất tỷ mỷ và xuất hiện với hai nhân vật của SF là Sonya Blade và Jax Bigg. Tất cả các phong cách chơi lúc đó hầu hết đậm chất đấm đá và khá bạo lực và máu me tùm lum hơn bộ về tay chiến binh Sub Zero, nhưng có một truyện đáng phàn nàn là dung lượng của cuộc chiến mà cả hai nhân vật lại quá dài và lại phức tạp vì bạn phải đi mỗi nhân vật là một cuộc chiến riêng vì thế cho nên hãng làm game đã có một nhất trí khiến các game chơi phải thất vọng. 
- Đầu tiên game SF đã loại bỏ phần chơi của nhân vật Sonya Blade và thế vào đó phần chơi của nhân vật Jax Bigg, tất nhiên là những người hâm mộ thừa hiểu là nhân vật này là nhân vật chủ chốt và xuất hiện hầu như liên tục trong tất cả các phần chính của dòng Mortal Kombat chứ không phải là nhân vật Sonya Blade nên có lẽ là hãng MIDWAY đã dựa vào đánh giá khách quan của người hâm mộ để cho nhân vật Jax tung hoành ngang dọc trong phần này. Ngay khi bắt đầu, Jax đã bắt đầu rất dễ dàng với cách chơi đó là được hỗ chợ hai bộ chưởng lực mạnh nhất bao gồm Đấm Động Đất và Đấm Lướt Gió, không những thế hình như là cố tình tạo cách chơi nhanh cho game bộ phận thiết kế còn sáng tạo cho nhân vật những loại vũ khí mạnh kinh hồn như súng phóng rốc két, súng bắn mìn nảy, Aka tiểu liên, mìn gài và súng ngắm chuyên dành cho xa thủ. Xuyên suốt qua màn chơi nều như nhân vật được hỗ chợ những loại vũ khí tiên tiến để chống lại những kẻ địch phi thường gây phản cảm cho giới hâm mộ, nếu như bộ game thêm nhân vật Sonya Blade có lẽ sẽ phần nào gỡ gạc lại chút đỉnh cho dòng đi bài huyền thoại của Mortal Kombat.
- Game đi theo tuyến cũ của nhân vật Sub Zero đó là đi đánh các địch thủ để lấy chiêu thức, tìm đường và giải mã các câu đố thuộc hàng trung bình. Phân nửa của game khi chơi nhìn chung kể cả bạn đi cấp khó nhất cũng chỉ nguyên tác dụng kẻ địch đánh mình thiệt nhiều máu hơn. Những tên trùm không có ấn tượng mặc dù xem đoạn trailer quảng cáo trông chúng có vẻ dày dạn cho lắm, do game quá đơn giản nên bạn chỉ mất 1 ngày để hoàn tất nếu như bạn thực sự thấy toàn bộ game không gây khó khăn. Ai của máy thuộc hạng chung chung nên ấn tượng khi đánh nhau với chúng đều đem lại cảm giác là lặp đi lặp lại một kiểu đánh, có lẽ các bạn sẽ không hiểu tại sao mà trong suốt quá trình chơi SF những chiêu liên hoàn của Jax Bigg chỉ có đấm là chính chư không có đá. Nhưng nhìn chung game chơi khá ổn định và hiếm lỗi nên SF có thể liệt vào dạng chơi được chứ không quá đát như phiên bản Sub Zero là khó vật vã phải đánh đi đánh lại nhiều lần.
- Cốt truyện của SF lần này được biết như sau, do lực lượng SF buông lỏng trong việc truy đuổi gã trùm Kano nên đến một hôm gã này đã phá ngục giam giữ các nhân vật có sức mạnh phi thường làm đàn em của gã để phục vụ cho những mục đích phá hoại. Do lực lượng phái đi không đủ mạnh nên họ đã cầu cứu Jax đi bắt lại bọn này và tiêu diệt Kano, cuối cùng Jax đã đập tan mưu đồ của Kano và lấy lại được báu vật mà gã ta rắp tâm dùng nó để làm bá chủ.